# Grand Prix Formule 1 van de Pacific 1994
De Grand Prix Formule 1 van de Pacific 1994 werd gehouden op 17 april 1994 in Aida.

## Verslag

### Kwalificatie
Ayrton Senna behaalde opnieuw de pole-position met Michael Schumacher naast hem op de eerste rij. Damon Hill reed naar de derde startplaats in de andere Williams en Mika Häkkinen plaatste de McLaren op de vierde plaats. Gerhard Berger was de eerste Ferrari op de vijfde plaats, terwijl Häkkinens teammaat Martin Brundle zich op de zesde plaats wist te kwalificeren.

### Race
Schumacher maakte een iets snellere start dan Senna. Doordat de Braziliaan in de eerste bocht moest vertragen reed Häkkinen op hem in. Nicola Larini kwam naast de baan, schoot terug de baan op, waarna Senna op hem inreed. Mede hierdoor vonden er in het hele startveld een aantal crashes plaats. Hierdoor moest Senna opgeven en Schumacher kon wegrijden van de rest van het veld. Häkkinen kon verder rijden op een tweede plaats. In de vierde ronde probeerde Hill de Fin voorbij te gaan, maar ging van de baan en kwam in negende stelling terug in de race. Na de eerste pitstops lag de Brit alweer op een vierde plaats, met voor hem Berger en Rubens Barrichello. Häkkinen viel stil tijdens zijn pitstop en moest iets later opgeven met een hydraulisch systeem dat kapot was.
Damon Hill kon verder opklimmen naar een tweede plaats maar moest opgeven met een kapotte versnellingsbak. Brundle moest opgeven met motorproblemen. Schumacher won dan ook de race, met achter hem Berger en Barrichello. (Barrichello behaalde zijn eerste podium.) Christian Fittipaldi werd vierde, Heinz-Harald Frentzen vijfde en Érik Comas pakte het laatste WK-punt.

## Uitslag
| Positie | Nr | Rijder                | Team                 | Ronden | Tijd/Opgave         | Startplaats | Punten |
| ------- | -- | --------------------- | -------------------- | ------ | ------------------- | ----------- | ------ |
| 1       | 5  | Michael Schumacher    | Benetton-Ford        | 83     | 1:46:01.693         | 2           | 10     |
| 2       | 28 | Gerhard Berger        | Ferrari              | 83     | +1:15.300           | 5           | 6      |
| 3       | 14 | Rubens Barrichello    | Jordan-Hart          | 82     | +1 Ronde            | 8           | 4      |
| 4       | 9  | Christian Fittipaldi  | Arrows-Ford          | 82     | +1 Ronde            | 9           | 3      |
| 5       | 30 | Heinz-Harald Frentzen | Sauber-Mercedes      | 82     | +1 Ronde            | 11          | 2      |
| 6       | 20 | Érik Comas            | Larrousse-Ford       | 80     | +3 Rondes           | 16          | 1      |
| 7       | 12 | Johnny Herbert        | Lotus-Mugen-Honda    | 80     | +3 Rondes           | 23          |        |
| 8       | 11 | Pedro Lamy            | Lotus-Mugen-Honda    | 79     | +4 Rondes           | 24          |        |
| 9       | 26 | Olivier Panis         | Ligier-Renault       | 78     | +5 Rondes           | 22          |        |
| 10      | 25 | Éric Bernard          | Ligier-Renault       | 78     | +5 Rondes           | 18          |        |
| 11      | 32 | Roland Ratzenberger   | Simtek-Ford          | 78     | +5 Rondes           | 26          |        |
| NF      | 10 | Gianni Morbidelli     | Arrows-Ford          | 69     | Motor               | 13          |        |
| NF      | 29 | Karl Wendlinger       | Sauber-Mercedes      | 69     | Ongeluk             | 19          |        |
| NF      | 24 | Michele Alboreto      | Minardi-Ford         | 69     | Ongeluk             | 15          |        |
| NF      | 8  | Martin Brundle        | McLaren-Peugeot      | 67     | Oververhitting      | 6           |        |
| NF      | 23 | Pierluigi Martini     | Minardi-Ford         | 63     | Spin                | 17          |        |
| NF      | 6  | Jos Verstappen        | Benetton-Ford        | 54     | Spin                | 10          |        |
| NF      | 0  | Damon Hill            | Williams-Renault     | 49     | Transmissie         | 3           |        |
| NF      | 15 | Aguri Suzuki          | Jordan-Hart          | 44     | Stuurfout           | 20          |        |
| NF      | 3  | Ukyo Katayama         | Tyrrell-Yamaha       | 42     | Motor               | 14          |        |
| NF      | 7  | Mika Häkkinen         | McLaren-Peugeot      | 19     | Versnellingsbak     | 4           |        |
| NF      | 19 | Olivier Beretta       | Larrousse-Ford       | 14     | Elektrisch probleem | 21          |        |
| NF      | 31 | David Brabham         | Simtek-Ford          | 2      | Elektrisch probleem | 25          |        |
| NF      | 2  | Ayrton Senna          | Williams-Renault     | 0      | Ongeluk             | 1           |        |
| NF      | 27 | Nicola Larini         | Ferrari              | 0      | Ongeluk             | 7           |        |
| NF      | 4  | Mark Blundell         | Tyrrell-Yamaha       | 0      | Ongeluk             | 12          |        |
| NQ      | 34 | Bertrand Gachot       | Pacific Racing-Ilmor |        |                     |             |        |
| NQ      | 33 | Paul Belmondo         | Pacific Racing-Ilmor |        |                     |             |        |

## Wetenswaardigheden
- Aguri Suzuki verving de geschorste Eddie Irvine.
- Door nekproblemen werd Jean Alesi vervangen door Nicola Larini.

## Statistieken
| Pole-position | Ayrton Senna       | Williams-Renault | 1:10.218 |
| Snelste ronde | Michael Schumacher | Benetton-Ford    | 1:14.023 |

## Noot
- Dit was de tiende Grand Prix-start voor een Portugese coureur.
- Eerste podiumplaats voor Rubens Barrichello.
- Honderdste podiumplaats voor een Oostenrijkse coureur.

1994 · 1995